# ميتال غير:العمل الخيري
ميتل غير: العمل الخيري هو فيلم غير هادف للربح إنتاج عام 2009 من قبل معجبين في السلسلة الشهيرة

## وصلات خارجية
- ميتال غير:العمل الخيري على موقع IMDb (الإنجليزية)
- ميتال غير:العمل الخيري على موقع ألو سيني (الفرنسية)
- ميتال غير:العمل الخيري على موقع فيلمافينيتي (الإسبانية)
- ميتال غير:العمل الخيري على موقع قاعدة بيانات الفيلم (الإنجليزية)
- ميتال غير:العمل الخيري على موقع ليتربوكسد (الإنجليزية)
- ميتال غير:العمل الخيري على موقع كينوبويسك (الروسية)

1. ↑  وصلة مرجع: http://www.filmaffinity.com/en/film213635.html. الوصول: 1 يوليو 2016.
2. 1 2  وصلة مرجع: http://www.allocine.fr/film/fichefilm_gen_cfilm=173762.html. الوصول: 1 يوليو 2016.
3. 1 2  وصلة مرجع: http://www.imdb.com/title/tt1543283/. الوصول: 1 يوليو 2016.